# Carlotta Ikeda
Pour les articles homonymes, voir Ikeda.
Carlotta Ikeda (カルロッタ 池田), née Sanae Ikeda (池田 早苗, Ikeda Sanae) le 19 février 1941 à Fukui au Japon et morte le 24 septembre 2014 à Bordeaux en France, est une danseuse et chorégraphe japonaise de butō.

## Biographie
Carlotta Ikeda se forme à la danse classique et à la danse contemporaine (selon les techniques de Martha Graham) à l'université de Tokyo. Le prénom qu'elle adopte est un hommage à Carlotta Grisi.
Elle collabore au début des années 1970 avec le groupe Dairakudakan. Elle fonde ensuite en 1974 avec Kō Murobushi la Compagnie Ariadone uniquement composée de femmes et explore une nouvelle forme de « butō libre » devenant une figure centrale de la discipline avec le groupe Sankai Juku. Sa reconnaissance en Europe date de 1981 avec le solo Utt. Elle s'installe en France au début des années 1990.

## Principales chorégraphies
- 1978 : Le Dernier Eden, porte de l'au-delà, création européenne au Carré Thorigny, pour Silvia Monfort, à Paris, est sa première occidentale (à l’origine prévue à l’université de Dijon, où se produira finalement sa seconde apparition).
- 1980 : Zarathoustra, au Sogetsu Hall à Tokyo
- 1981 : Utt, au Sogetsu Hall à Tokyo
- 1992 : Le langage du Sphinx, à Bordeaux et Danse Hus à Stockholm
- 1993 : Aï-Amour, au Danse Hus à Stockholm
- 1996 : Waiting sur un texte de Marguerite Duras, au Théâtre national de la danse et de l'image
- 1999 : Haru no saïten - Un sacre du printemps , au Théâtre de la Bastille à Paris
- 2002 : Togue , à la Vieille Charité lors du Festival de Marseille
- 2005 : Zarathoustra-Variations, au Centre culturel des Carmes lors du Festival Tendances à Langon
- 2008 : Uchuu Cabaret, aux Hivernales d'Avignon
- 2010 : Chez Ikkyû, au Cuvier - CDC d'Aquitaine
- 2011 : Medea, au Théâtre Paris-Villette
- 2012 : Un coup de don, lors du Festival Automne en Normandie